# Odolo
Odolo est une commune italienne de la province de Brescia, dans la région Lombardie.

## Administration
| Période                                  | Période | Identité | Étiquette | Qualité |
| ---------------------------------------- | ------- | -------- | --------- | ------- |
|                                          |         |          |           |         |
| Les données manquantes sont à compléter. |         |          |           |         |

### Hameaux
Botteghe, Brete, Cagnatico, Casa d'Odolo, Cereto, Cadella, Colombaio, Forno, Gnavla, Vico e Pamparane

### Communes limitrophes
Agnosine, Preseglie, Sabbio Chiese, Vallio Terme